# Johann Gottfried Findeisen
Johann Gottfried Findeisen (* 1692; † 1759 in Dresden) auch Finteißen war ein deutscher Baumeister. Er gehörte laut Stefan Hertzig zu den „meistbeschäftigten […] Baumeistern“ in der Zeit vor dem Siebenjährigen Krieg in Dresden.

## Leben
Er war Festungsbaumeister und von 1723 bis 1726 am ersten Entwurf sowie an der Ausführung der Knöffelschen Ritterakademie beteiligt. 1736 war er Mitglied der Kommission, die unter Fürstenhoffs Leitung die Schäden am Hinterhaus des Kollegienhauses, Große Meißner Straße 15 begutachtete. Findeisen schuf mit dem Gasthaus „Zum Schwarzen Bär“, Terrassenufer 9 in der Pirnaischen Vorstadt in Dresden „sein Meisterwerk“. Findeisens Arbeit zeigte dabei „künstlerische Ähnlichkeiten“ zum Haus Seestr. 6, das ebenso von Findeisen im Jahre 1737 für den Legationsrat Ferdinand Ludwig von Saul erbaut wurde.